# 6982 Cesarchavez
6982 Cesarchavez este o planetă minoră (asteroid), cu un diametru de 7,915 km, din {{safesubst:#if:Format:Centura de asteroizi. A fost descoperită pe 16 octombrie 1993 la Observatorul Palomar de Eleanor F. Helin și a fost numită după César Chávez⁠(d). 
Obiectul prezintă o orbită caracterizată de o semiaxă mare de 2,6423816 UAi, o excentricitate de 0,18, o înclinație de 12,53985 ° în raport cu ecliptica.